# Batna (provins)
35°46′32″N 6°03′12″Ø / 35.77549°N 6.05347°Ø
Batna (arabisk: عنابة, berbisk: ⵜⴱⴰⵜⵏⵜ) er en af Algeriets 48 provinser. Administrationscenteret er Batna.